# Availles-sur-Seiche
Pour les articles homonymes, voir Availles et Seiche.
Availles-sur-Seiche est une commune française située dans le département d'Ille-et-Vilaine en région Bretagne et peuplée de 647 habitants.

## Géographie

### Communes limitrophes
|                        | Moutiers            | Gennes-sur-Seiche   |
|                        | Availles-sur-Seiche | Cuillé (Mayenne)    |
| La Guerche-de-Bretagne | Rannée              | La Selle-Guerchaise |

### Réseaux

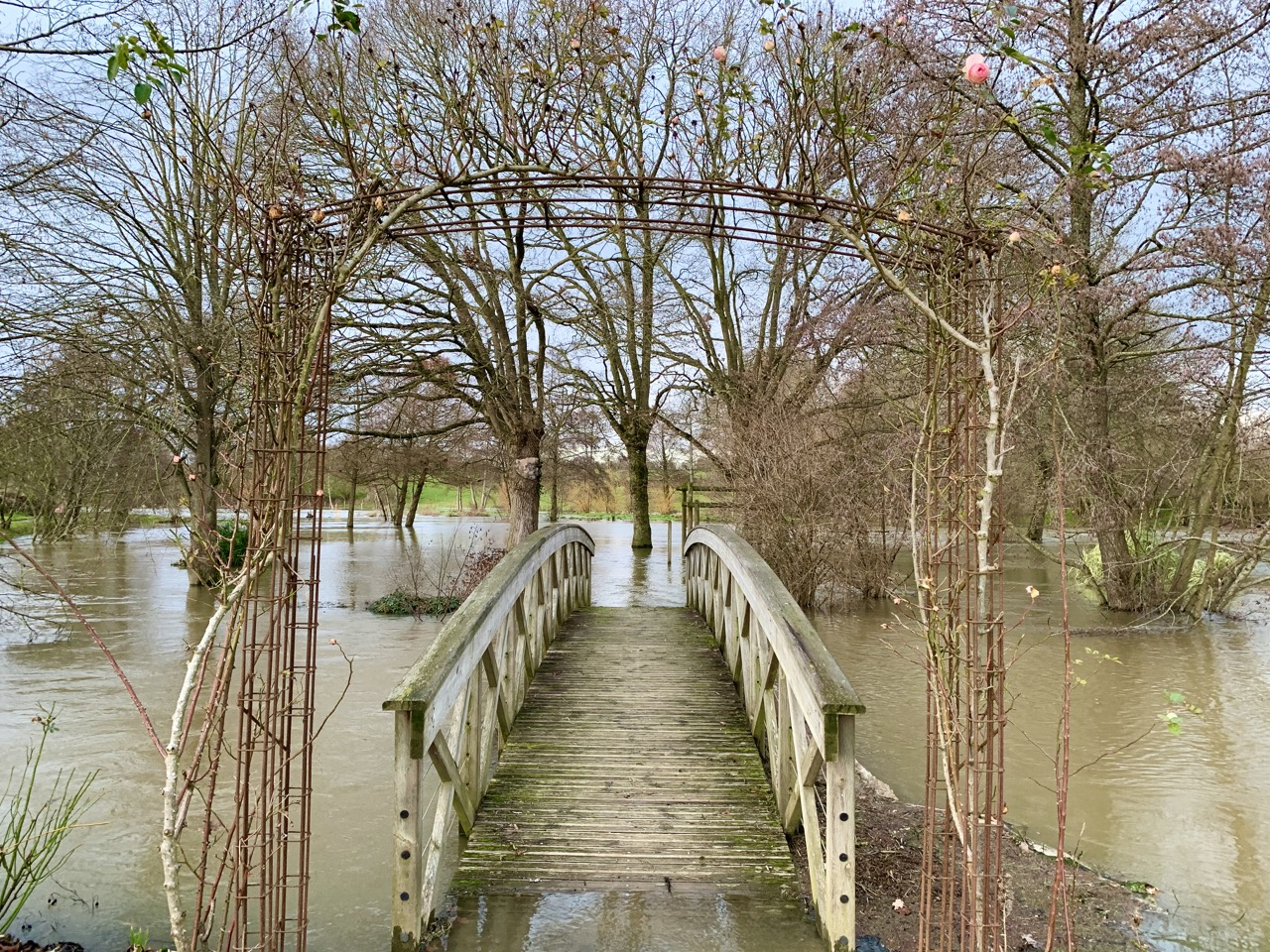
La Seiche en crue à Availles en 2019

Un point de suivi de la qualité des eaux de la Seiche est présent sur la commune.

### Hydrographie
Pour un article plus général, voir Réseau hydrographique d'Ille-et-Vilaine.
La commune est située dans le bassin Loire-Bretagne. Elle est drainée par la Seiche et la Liserie,,.
La Seiche, d'une longueur de 97 km, prend sa source dans la commune du Pertre et se jette  dans la Vilaine à Bruz, après avoir traversé 24 communes. 

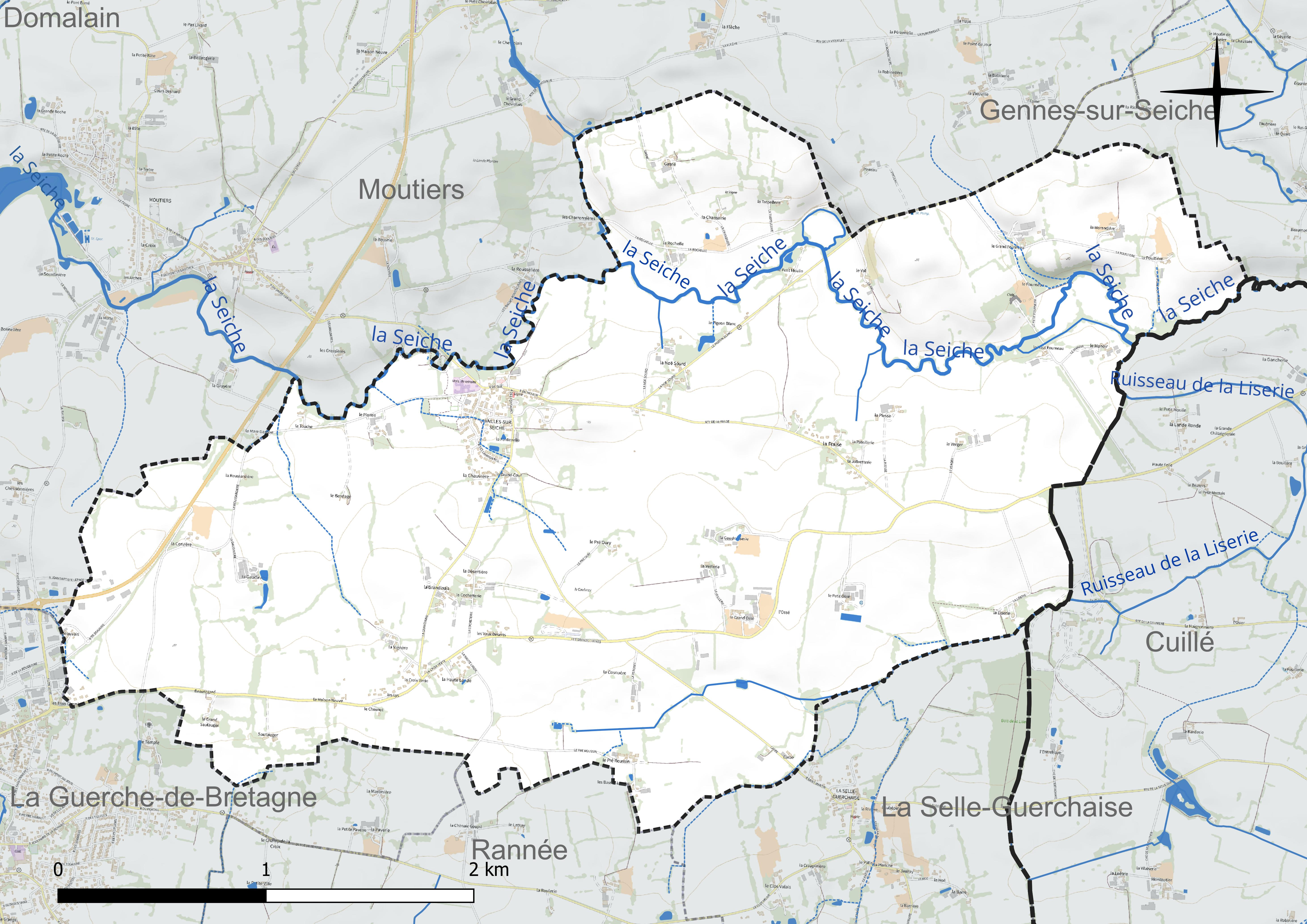
Réseau hydrographique d'Availles-sur-Seiche.

### Climat
Pour des articles plus généraux, voir Climat de la Bretagne et Climat d'Ille-et-Vilaine.
En 2010, le climat de la commune est de type climat océanique altéré, selon une étude du CNRS s'appuyant sur une série de données couvrant la période 1971-2000. En 2020, Météo-France publie une typologie des climats de la France métropolitaine dans laquelle la commune est exposée à un climat océanique et est dans la région climatique Bretagne orientale et méridionale, Pays nantais, Vendée, caractérisée par une faible pluviométrie en été et une bonne insolation. Parallèlement l'observatoire de l'environnement en Bretagne publie en 2020 un zonage climatique de la région Bretagne, s'appuyant sur des données de Météo-France de 2009. La commune est, selon ce zonage, dans la zone « Sud Est », avec des étés relativement chauds et ensoleillés.
Pour la période 1971-2000, la température annuelle moyenne est de 11,5 °C, avec une amplitude thermique annuelle de 13,5 °C. Le cumul annuel moyen de précipitations est de 733 mm, avec 12,4 jours de précipitations en janvier et 6,7 jours en juillet. Pour la période 1991-2020, la température moyenne annuelle observée sur la station météorologique la plus proche, située sur la commune d'Arbrissel à 9 km à vol d'oiseau, est de 12,1 °C et le cumul annuel moyen de précipitations est de 718,7 mm,. Pour l'avenir, les paramètres climatiques de la commune estimés pour 2050 selon différents scénarios d'émission de gaz à effet de serre sont consultables sur un site dédié publié par Météo-France en novembre 2022.

## Urbanisme

### Typologie
Au 1er janvier 2024, Availles-sur-Seiche est catégorisée commune rurale à habitat dispersé, selon la nouvelle grille communale de densité à sept niveaux définie par l'Insee en 2022.
Elle est située hors unité urbaine. Par ailleurs la commune fait partie de l'aire d'attraction de La Guerche-de-Bretagne, dont elle est une commune de la couronne,. Cette aire, qui regroupe 11 communes, est catégorisée dans les aires de moins de 50 000 habitants,.

### Occupation des sols
L'occupation des sols de la commune, telle qu'elle ressort de la base de données européenne d'occupation biophysique des sols Corine Land Cover (CLC), est marquée par l'importance des territoires agricoles (97 % en 2018), en diminution par rapport à 1990 (99,8 %). La répartition détaillée en 2018 est la suivante : 
zones agricoles hétérogènes (41,9 %), terres arables (41,5 %), prairies (13,6 %), zones urbanisées (2,7 %), zones industrielles ou commerciales et réseaux de communication (0,4 %). L'évolution de l'occupation des sols de la commune et de ses infrastructures peut être observée sur les différentes représentations cartographiques du territoire : la carte de Cassini (XVIIIe siècle), la carte d'état-major (1820-1866) et les cartes ou photos aériennes de l'IGN pour la période actuelle (1950 à aujourd'hui).

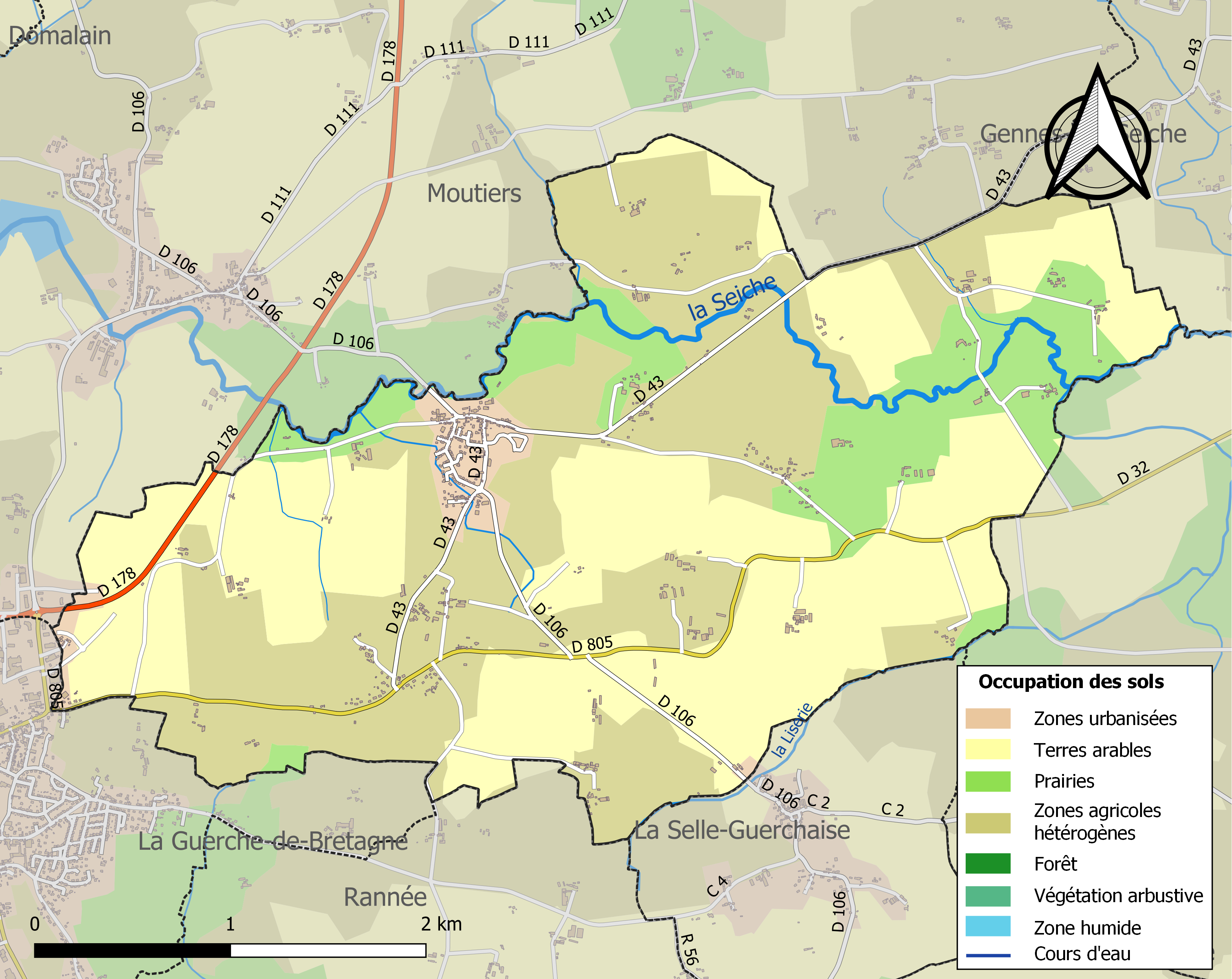
Carte des infrastructures et de l'occupation des sols de la commune en 2018 (CLC).

## Toponymie
Le nom de la localité est attesté sous les formes ecclesia de Avaleia en 1174, Availlia, Availleia au XVe siècle, ecclesia de Availlis en 1516.
Issu du latin aqua (eau), ou du gaulois aballo (pomme).
En 1920, le nom de la commune d'Availles a été modifié en Availles-sur-Seiche.
Le gentilé est Availlais.

## Histoire

### Antiquité
En 1995, un sondage, pratiqué au Verger, a montré la présence d'un habitat gaulois des deux derniers siècles av. J.-C.[réf. nécessaire]

### Époque moderne
Veuve de Bernard Grout de la Corderie, seigneur de Fourneaux, dont le château est situé à 2,5 km du bourg. Le musée de Vitré possède une cloche qui provient de la chapelle du château des Fourneaux. Le château des Fourneaux est une construction des XVe et XVIe siècles[réf. nécessaire].

### Révolution française
Le 8 mars 1792, des gardes nationales font irruption dans les paroisses d'Arbrissel, Moussé, La Selle et Availles pour les débarrasser de leurs prêtres réfractaires.

## Politique et administration
| Période                                  | Période   | Identité        | Étiquette | Qualité                |
| ---------------------------------------- | --------- | --------------- | --------- | ---------------------- |
| mars 1977                                | juin 1995 | Louis Rupin     |           |                        |
| juin 1995                                | mars 2008 | Joseph Rubin    | DVD       | Agriculteur            |
| mars 2008                                | En cours  | Élisabeth Carré | DVD       | Agricultrice retraitée |
| Les données manquantes sont à compléter. |           |                 |           |                        |

## Démographie
L'évolution du nombre d'habitants est connue à travers les recensements de la population effectués dans la commune depuis 1793. Pour les communes de moins de 10 000 habitants, une enquête de recensement portant sur toute la population est réalisée tous les cinq ans, les populations de référence des années intermédiaires étant quant à elles estimées par interpolation ou extrapolation. Pour la commune, le premier recensement exhaustif entrant dans le cadre du nouveau dispositif a été réalisé en 2008.
En 2022, la commune comptait 647 habitants, en évolution de −5,55 % par rapport à 2016 (Ille-et-Vilaine : +5,46 %, France hors Mayotte : +2,11 %).
| 1793 | 1800 | 1806 | 1821 | 1831 | 1836 | 1841 | 1846 | 1851 |
| ---- | ---- | ---- | ---- | ---- | ---- | ---- | ---- | ---- |
| 850  | 717  | 958  | 766  | 757  | 790  | 802  | 820  | 793  |

| 1856 | 1861 | 1866 | 1872 | 1876 | 1881 | 1886 | 1891 | 1896 |
| ---- | ---- | ---- | ---- | ---- | ---- | ---- | ---- | ---- |
| 790  | 741  | 719  | 714  | 726  | 745  | 724  | 687  | 681  |

| 1901 | 1906 | 1911 | 1921 | 1926 | 1931 | 1936 | 1946 | 1954 |
| ---- | ---- | ---- | ---- | ---- | ---- | ---- | ---- | ---- |
| 673  | 651  | 585  | 521  | 542  | 543  | 552  | 541  | 521  |

| 1962 | 1968 | 1975 | 1982 | 1990 | 1999 | 2006 | 2008 | 2013 |
| ---- | ---- | ---- | ---- | ---- | ---- | ---- | ---- | ---- |
| 507  | 475  | 448  | 433  | 425  | 512  | 647  | 685  | 689  |

| 2018 | 2022 | - | - | - | - | - | - | - |
| ---- | ---- | - | - | - | - | - | - | - |
| 683  | 647  | - | - | - | - | - | - | - |

## Transports
La commune est desservie par la ligne de bus no 7 de Vitré Communauté.

## Culture locale et patrimoine

### Lieux et monuments

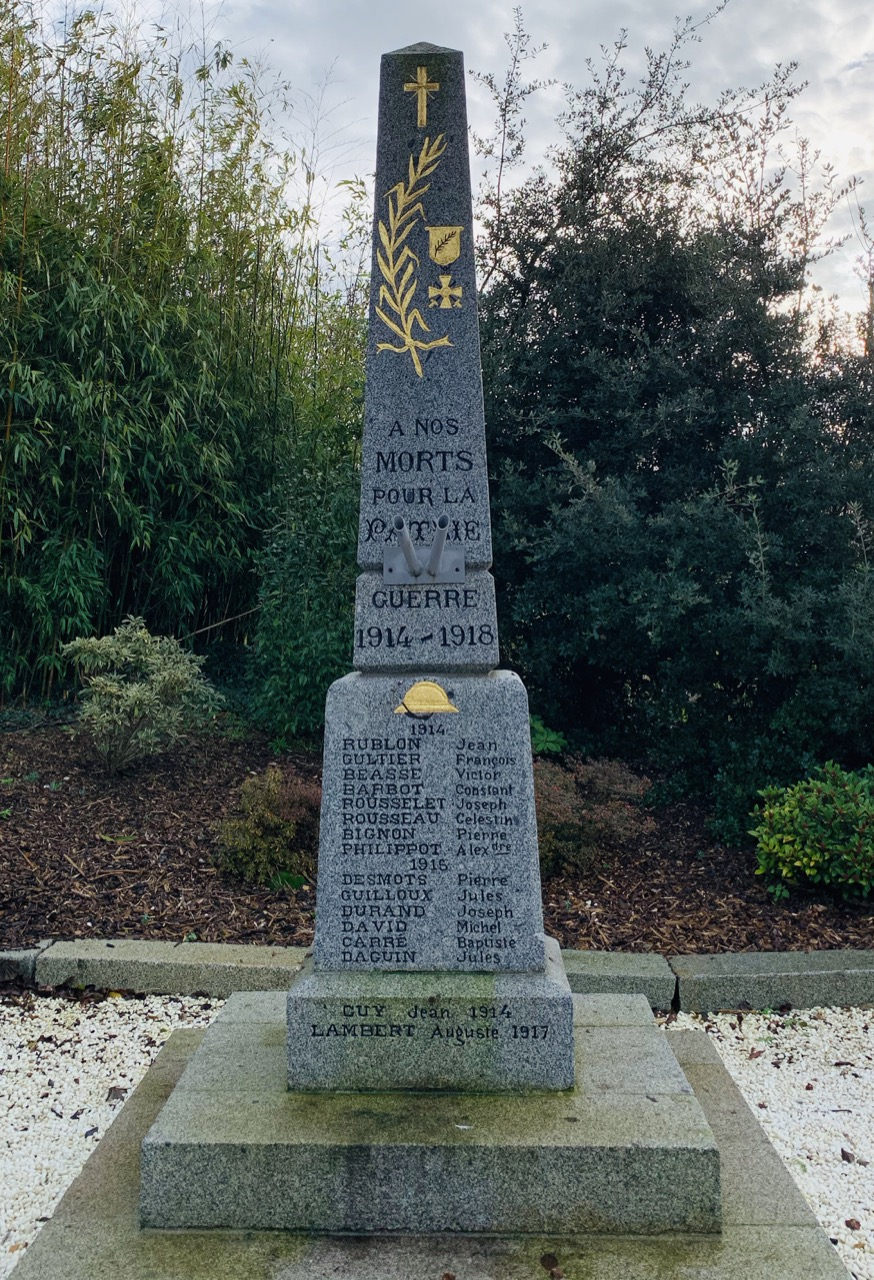
Monument aux morts d'Availles.

La commune ne compte aucun bâtiment protégé au titre des monuments historiques immeubles. Il y a cependant deux protections au titre des monuments historiques meubles.

#### Église Saint-Pierre

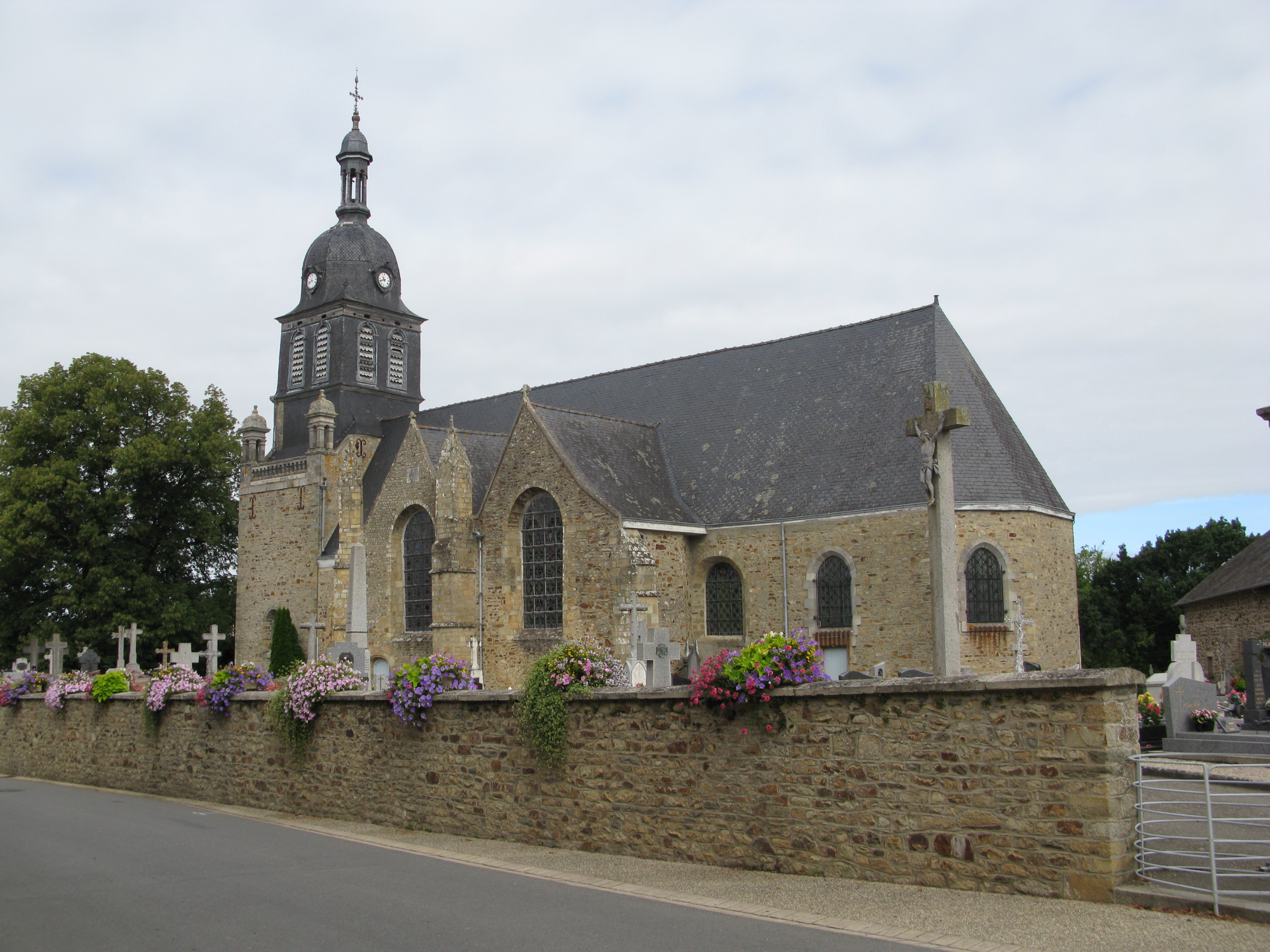
Église Saint-Pierre.

L'église est dédiée à saint Pierre et se compose d'une nef terminée par un chevet droit. Cette construction remonte aux XVe et XVIe siècles pour les quatre chapelles qui se trouvent, deux de chaque côté, au haut de la nef. Le clocher fut reconstruit en 1779. Dans le chœur se trouve l'enfeu des seigneurs de Fourneau et sur l'un des piliers du haut de la nef est une inscription gravée sur cuivre, relatant la fondation en 1655, de la confrérie du Saint-Sacrement, faite par le recteur Pierre Jouyn, qui fonda à cette intention une messe solennelle tous les jeudis.
Le bâtiment contient un tableau et un ensemble de trois retables tous deux protégés au titre des monuments historiques mobiliers.
Malgré un projet de translation hors du périmètre de l'église dès 1865 et une pratique largement utilisée, le cimetière de la paroisse est resté autour de celle-ci et conserve la même emprise figurée sur le cadastre ancien de 1827.

#### Chapelles

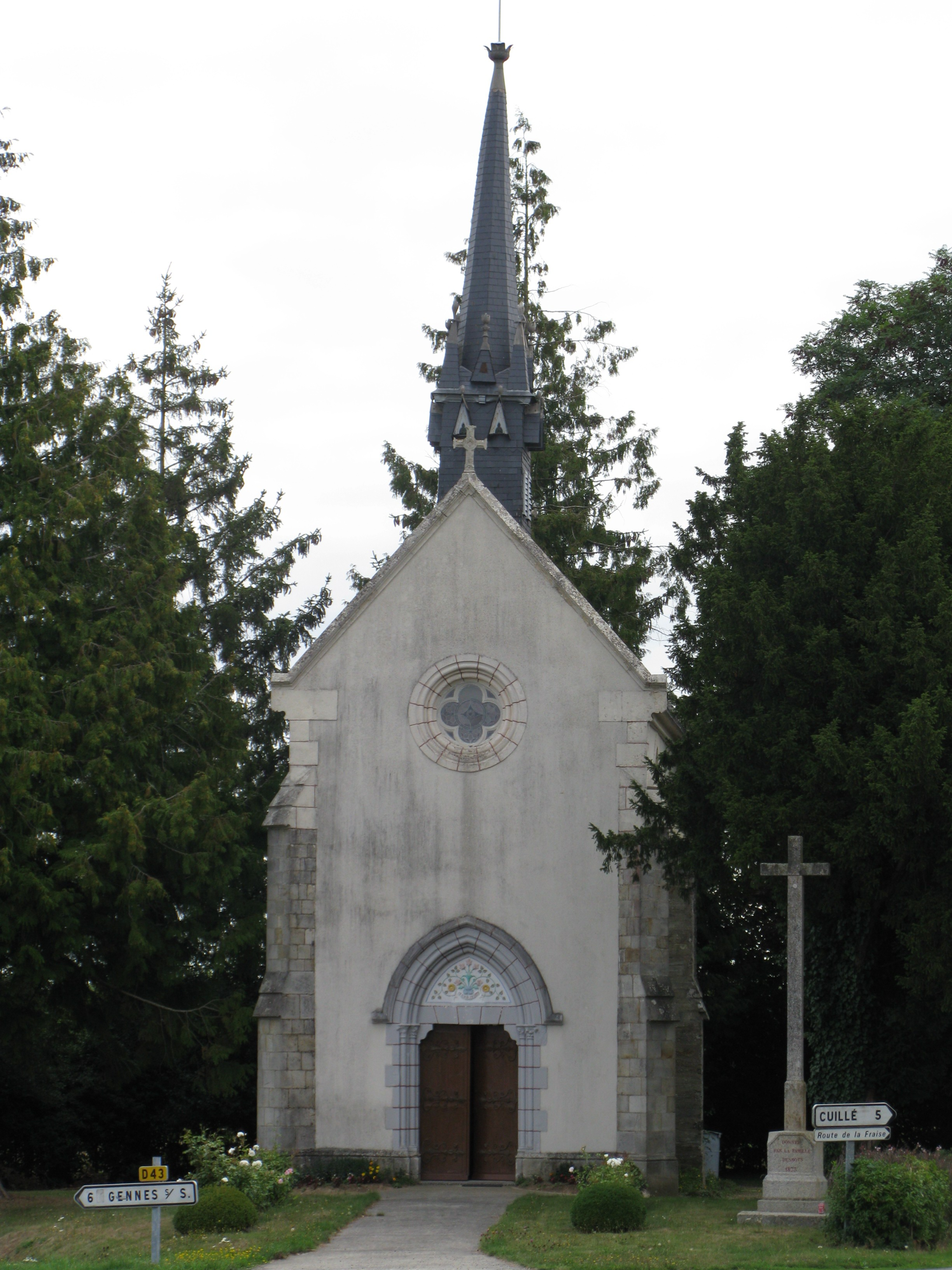
Chapelle Saint-Joseph.

La chapelle Saint-Joseph a été construite en 1867 par monsieur l'abbé Beaudais, vicaire à Availles, près d'un carrefour de chemins appelé la Croix-Couverte, à l'emplacement d'un ancien oratoire. Bâtie dans le style néogothique, elle se situe au bord de la route de Cuillé.
La chapelle Saint-Fiacre de Fourneau. Une cloche de cette chapelle, fondue en 1538, est conservée au musée de Vitré, elle porte une inscription. Il est vraisemblable que la chapelle de Fourneau fut construite une quarantaine d'années plus tôt, à la fin du XVe siècle, par François de Broons, acquéreur de Fourneau en 1495.
À côté de l'église paroissiale se trouvait naguère une chapelle dédiée également à saint Pierre. Elle était très ancienne et avoisinait une motte féodale aujourd'hui rasée.

#### Croix

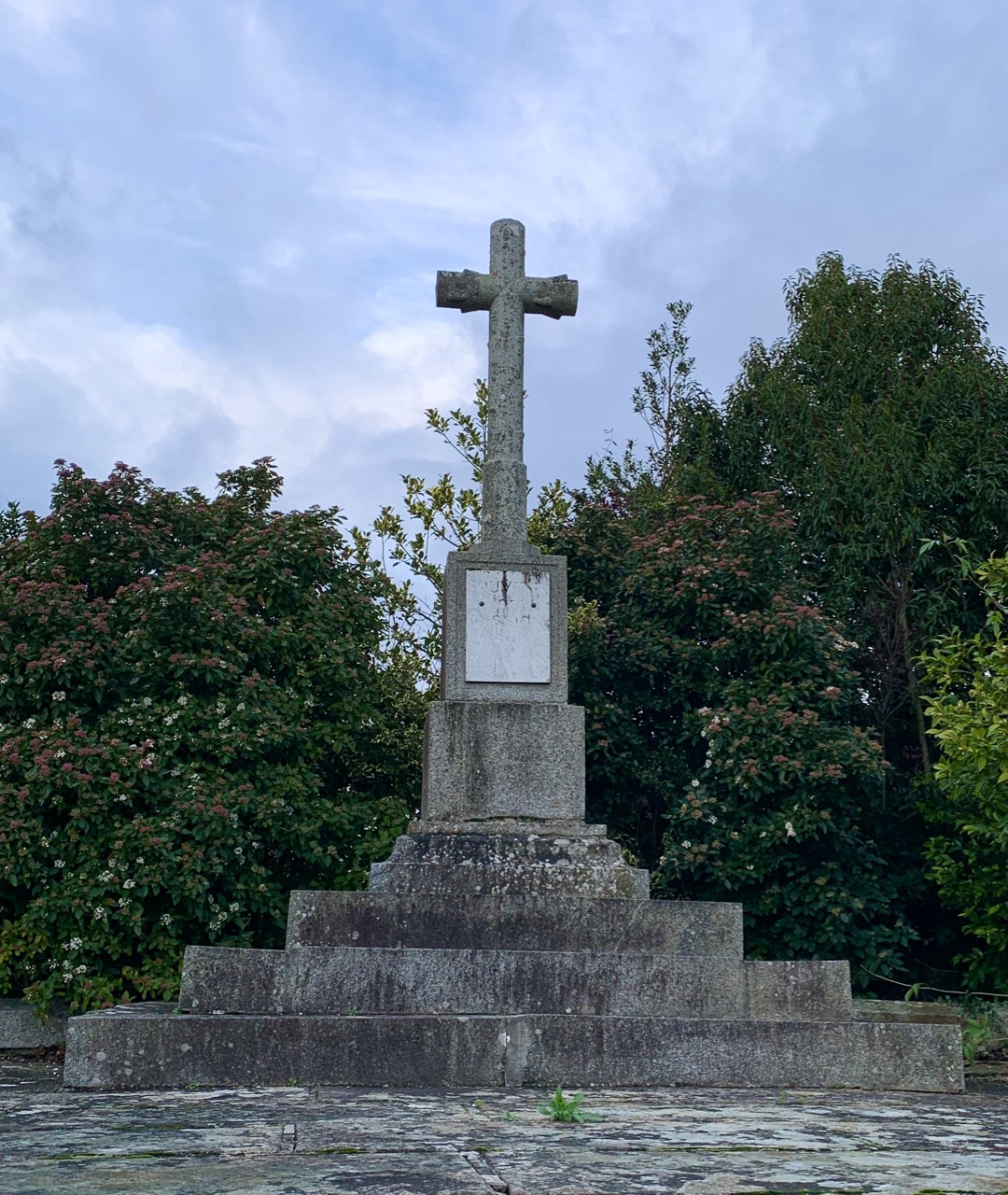
Croix de mission de 1890.

Les croix, qui n'avaient pas toujours une signification religieuse (certaines pouvant signifier une limite de juridiction, de paroisse ou de simple propriété) étaient autrefois très nombreuses dans les paroisses et pratiques pour se repérer. Outre la croix de pierre du cimetière, on dénombre neuf croix sur le territoire de la commune. Une d'entre elles, située dans le bourg entre l'ancien presbytère et l'ancien hospice, est une croix de mission datée 1890. Plusieurs croix de chemin sont datées. Ainsi, près du Verger, on trouve une croix de 1827, près de la chapelle Saint-Joseph de 1873, à la Croix-Verte de 1922 et près de la Gaudinière de 1958. Une seule des neuf croix est en bois, il s'agit de celle de la Croix-Verte, toutes les autres sont en granite.

### Personnalités liées à la commune
- François de Broon (1470-1537), premier panetier de la duchesse Anne, dont une branche mène au marquis de Cholet René François de Broon (1642-1701)[28].
- Joseph Julliot, missionnaire à Haïti. Né à Availles en 1874. Il est ordonné prêtre en 1899 et envoyé en mission à Haïti. Il est sacré évêque à Port-au-Prince en 1928. Après sa démission en 1936, il se retire en Bretagne et meurt à La Guerche-de-Bretagne en 1939[29].
- Jacques Franchère, chirurgien à Québec (Canada), né à Availles le 27 juillet 1722 et mort à Québec le 26 octobre 1766. Il est l'ancêtre de nombreux Franchère qui ont émaillé l'histoire du Québec, explorateur, hommes politiques.
- Jacques de Ruis-Embito (que l'on peut trouver écrit : de Rhuis Ambito), capitaine des vaisseaux du Roy, chevalier de l'ordre Royal et militaire de Saint-Louis. Décédé en son château de Fourneaux le 15 octobre 1765. A participé à la campagne aux Indes pendant la guerre de Sept ans sous les ordres de d'Aché. Il commandait l'arrière de l'escadre lors de la bataille de Pondichéry en septembre 1759. Rentré en France, d'abord cassé en 1762, il a été réhabilité en 1764. Son père était Lieutenant de vaisseau et son frère Charles Claude de Ruis-Embito a été intendant des ports de Rochefort puis de Brest.

## Héraldique
| Blason à dessiner | Blason  | D'argent à l'arbre de sinople soutenu d'une rivière du champ, agitée de sable, sommée d'un filet ondé de sinople et mouvant de la pointe; au chef abaissé de sinople, chargé d'une pomme feuillée d'argent accostée de deux angemmes du même boutonnées de sinople, surmonté de vingt-et-une mouchetures d'hermine de sable. |
| Blason à dessiner | Détails | Le statut officiel du blason reste à déterminer. |